# Банах, Павел Ильич
Павел Ильич Банах (укр. Павло Ількович Банах, псевдоним и криптонимы — Розлавецкий, БНХ; 6 апреля (18 апреля) 1869 года, с. Винники, ныне город Львовской области — 6 октября 1935, Львов) — украинский педагог, литератор, общественный деятель.

## Биография
Родился 18 апреля (6 апреля по старому стилю) 1869 года в селе Винники, ныне — город Винники Львовской области, Украина (тогда Королевство Галиции и Лодомерии, Австро-Венгрия) в семье служащего табачной фабрики.
Учился в народной школе с. Винники, императорско-королевской Львовской реальной школе, где в 1882 году окончил I класс. В 1887 году закончил обучение в мужской учительской семинарии во Львове.
В 1891-1895 годах работал учителем в школах сёл Лисиничи и Рудне Львовского уезда. На протяжении 1896-1905 годов работает старшим учителем школы в Бучаче (с коротким перерывом на работу в Самборе — заместитель учителя местной учительской семинарии), 1905 — заместитель учителя Залещицкой учительской семинарии, в 1906-1907 годах — заместитель учителя семинарии Тернополь. В 1907-1922 годах работал сначала учителем, а затем профессором учительской мужской семинарии в Сокале.
Был делегатом Украинского Национального Совета Западной Украинской Народной Республики от уезда Сокаль. Организатор украинского войска в Сокале в начале ноября 1918 года. Инспектор народных (начальных) школ в Сокальском уезде.
Член радикального клуба Украинского Национального Совета. Участник Чрезвычайного съезда УНДП в Станиславове (28-29 марта 1919 г.). Деятель УНДП, член Народного комитета, член Уездного Украинского Национального Совета в Сокале (25 октября 1918 — май 1919 года). Опубликовал ряд статей, преимущественно по педагогической тематике, рассказ в газете «Діло».
Перешёл за Збруч вместе с правительством Западно-Украинской народной республики. Служил в Галицкой Армии. Интернирован в лагере «Украинская бригада в Немецком Яблонном» в городе Немецкое Яблонне (Чехословакия, 3 января 1920 — 2 февраля 1921 года). Преподавал украинский язык на курсе для подстаршин, читал лекции по ботанике.
Вернулся в Галицию после поражения Освободительной борьбы. Умер 6 октября 1935 года в собственном доме на ул. Мучной во Львове. Похороны состоялись 8 октября 1935 года на расположенном неподалеку Лычаковском кладбище, где похоронен в общей могиле с сыном Нестором на поле № 63 Лычаковского кладбища.